# Пљачка Амориона
Пљачка Амориона одиграла се 838. године, за време Византијско-арапских ратова.

## Увод
Арапски калиф је одлучио заузети град као одмазду због низа византијских упада у његову територију. Аморион је био један од највећих и најбогатијих градова тадашње Византије. Одатле потиче Аморијска династија. Халиф је прикупио изузетно велику војску и поделио је у два дела. Византијски цар Теофило се сукобио са мањом код Анзена где је тешко поражен. Потом су се две армије спојиле и заузеле данашњу Анкару одакле крећу директно на Аморион и убрзо дижу опсаду око града.

## Освајање и пљачка града
Град је био добо утврђен и бранио га је велики гарнизон. Абасиди су град освојили захваљујући издају једног од тамошњих генерала који је, у договору са Арапима, оставио један део бедема небрањеним. Абасиди са лакоћом проваљују у град и излажу га страховитој пљачки, пустошењу и палежу. Половина грађана је побијено, а остали су одведени у робље. Аморион се од тог ударца никада није опоравио. Након примирја из 841. године, већина грађана је пуштена из заробљеништва. Ипак, најугледнији грађани су одведени у Халифов двор у Самару где су погубљени након неколико година, одбијајући да пређу у ислам. Постали су познати као 42 мученика Амориона.